# Callaway megye
Callaway megye az Amerikai Egyesült Államokban, azon belül Missouri államban található. Megyeszékhelye és legnagyobb városa Fulton. Lakosainak száma 44 283 fő (2020. április 1.). Callaway megye Audrain, Montgomery, Osage, Cole és Boone megyékkel határos.

## Népesség
A megye népességének változása:
| Lakosok száma | 44 331 | 44 270 | 44 378 | 44 359 | 44 834 | 44 283 |
|               | 2010   | 2011   | 2012   | 2013   | 2015   | 2020   |